# Charlie Mills
Charlie Mills, född 23 november 1888 i Hamburg, död 7 juni 1972 i Schweiz, var en tysk travkusk och travtränare. Han var av irländsk härkomst. Han tränade hästar som Walter Dear och Gelinotte. Efter andra världskriget var han verksam i Frankrike.
Mills ses som en av de stora pionjärerna inom europeisk travsport. Han vann flera stora lopp som bland annat Prix d'Amérique (1934, 1955, 1956, 1957), Elitloppet (1956, 1957), Åby Stora Pris (1956, 1957), Gran Premio Lotteria (1956) och Copenhagen Cup (1928, 1931, 1932, 1957).
Mills är även invald i Tyska travsportens Hall of Fame.